# Роланд (герой епосу)
Роланд (фр. Roland, давньофр. Hruodland, нім. Hruotland або нім. Ruotland, італ. Orlando або італ. Rolando, ісп. Roldán або ісп. Rolando, баск. Errolan, порт. Roldão або порт. Rolando, кат. Rotllan або кат. Rotllà, нід. Roeland) — герой французького епосу з циклу про Карла Великого.

## Роланд у хроніках
У «Житті Карла Великого» («Vita Caroli Magni»), автором якого був Айнгард, йдеться, що у 778 році, коли Карл повертався з походу до Іспанії, на його ар'єргард в ущелині у Піренеях (тепер муніципалітет Лусайде) вчинили напад баски та знищили його у битві у Ронсевальській ущелині. У ній загинуло кілька перів, серед них Груодланд, який був префектом Бретонської марки (Hruodlandus britannici limitis prefectus).

## Розвиток легенди
До кінця ХІ століття Роланд став символом зразкового воїна. Рауль Каєнський порівнював хрестоносців з Роландом та Олів'єром. Рауль де Туртьє, розповідаючи між 1090 та 1110 роками історію Амі та Аміле, згадує про меч, який Карл подарував Роланду. Роберт Гвіскар, перед смертю у 1085 році порівнював з Роландом свого сина Бозмунда. Жерар де Монтале назвав своїх синів, які народились між 1086 та 1106 роками Роландом та Олів'є. При освяченні церкви Сен-Пе-де-Женере у 1096 році були присутні особи з іменами Роланд та Олів'є. Під час битви при Гастінгсі співалась cantilena Rollando. Ці факти опосередковано свідчать про те, що відомим Роланд став після 1000 року, що було, можливо, пов'язано з виникненням поеми про Роланда, однак не тієї, яка відома за Оскфордським рукописом «Пісні про Роланда».

## Пісня про Роланда
Роланд є героєм найголовнішого та найбільш раннього твору французького епосу, який дійшов до наших днів. «Пісня про Роланда»(фр. La Chanson de Roland) була створена через кілька століть після битви, що відбулася 778 року. В найдавнішому рукописі цієї поеми, який дійшов до наших днів, — оскфордському, датованому ХІІ століттям, налічується близько 4 тисяч віршів. Твір написаний десятискладними віршами, розділеними на куплети різного розміру. 
У епосі Роланд є зразком християнського лицаря, а також племінником Карла, а баски були перетворені на ворогів християнської віри — сарацинів, напад яких у Ронсевальській долині був пояснений зрадою одного з наближених до Карла — Ганелона, ворога Роланда. Падаючи перед смертю, Роланд сурмить у ріг, звук якого почув Карл, і повернув військо на сарацинів та розбив їх, а після повернення до Ахена скарав на смерть зрадника Ганелона.